# Gustav Schneider (Maler, 1910)
Gustav Schneider (* 1910 in Ingolstadt; † 1988 ebenda) war ein deutscher Maler.

## Werdegang
Gustav Schneider ist als Sohn des Oberlokführers Johann Schneider und dessen Ehefrau Johanna in Ingolstadt aufgewachsen. 1928 besuchte er die Staatsschule für angewandte Kunst München bei Klein. Zwischen 1930 und 1932 studierte Schneider an der Akademie der Bildenden Künste München bei Olaf Gulbransson und Karl Caspar. Im Anschluss war er in Ingolstadt als freischaffender Maler tätig und arbeitete im Atelier in der Tränktorstraße zusammen mit Alois Schölß. Im Jahr 1940 heiratete er Friederika Katharina Maria Schmitz. 1943 wurde er nach zwei Jahren aus der Wehrmacht wegen Verwundung (Beinamputation) im Zweiten Weltkrieg entlassen und kehrte nach Ingolstadt zurück. In den Jahren von 1950 bis 1960 machte er mit Maler und ehemaligen Schulfreund Bernhard Bruckmayer Malexkursionen ins Altmühltal. Gustav Schneider war Mitglied des Kunstvereins Ingolstadt.

## Wirken
Schneider schuf Radierungen Ingolstädter Motive, Landschaftsbilder, Wandbilder, Glasfenster und Mosaike. Neben Käte Krakow, Pius Eichlinger, Karl August Tinti, Alois Schölß, Federico von Rieger, Carl Otto Müller, Johannes Eppelein und Knut Schnurer prägte er lange Zeit als zentrale Figur die Ingolstädter Kunstszene.

## Arbeiten
- um 1956: Mosaikbild und Treppenhausgestaltung in der Volksschule auf der Schanz, Ingolstadt (Architekt: Wilhelm Lutter)
- 1965: Mappe von Herbert Geier mit Arbeiten der Ingolstädter Künstler Johannes Eppelein, Pius Eichlinger, Käte Krakow, Gustav Schneider, Knut Schnurer und Liselotte Spreng[4]

## Preise
- 1962: Kunstpreis der Stadt Ingolstadt

## Ausstellungen
- 1963: Kunstverein Ingolstadt
- 1994: Ingolstädter Maler vergangener Jahrhunderte, Stadtmuseum Ingolstadt[5]
- 2011: Ingolstädter Ansichten 1880–1960, Stadtmuseum Ingolstadt